# FRUITS ZIPPERのオールナイトニッポンX
『FRUITS ZIPPERのオールナイトニッポンX』（フルーツジッパーのオールナイトニッポンクロス）は、ニッポン放送で2025年7月8日（7日深夜）から放送されているラジオ番組。

## 概要
FRUITS ZIPPERは2025年3月にオールナイトニッポン0(ZERO)の月曜月替わりパーソナリティを担当し、反響が大きかったことから、2025年6月11日、『オールナイトニッポンX』枠でのレギュラーパーソナリティを担当することが発表された。

## 放送時間
- 火曜日 0:00 - 0:58（月曜日深夜）

## パーソナリティ
- FRUITS ZIPPER（仲川瑠夏・鎮西寿々歌・真中まな・月足天音・櫻井優衣・松本かれん・早瀬ノエル）

## 放送日程
※SPW＝スペシャルウィーク（聴取率調査週間）

## コーナー
ふるっ%アンケート
リスナーに4択のアンケートを行い、メンバーがその結果を予想するクイズコーナー。
おつかれさん
リスナーから頑張った話や苦労した話など、「おつかれさん♩」と思ったエピソードを募集するコーナー。